# Маркус, Адель
Адель Маркус (англ. Adele Marcus; 22 февраля 1906, Канзас-Сити — 3 мая 1995, Нью-Йорк) — американская пианистка и музыкальный педагог.

## Биография
Тринадцатый ребёнок в семье раввина — выходца из России.
Училась в Джульярдской школе у Иосифа Левина (затем была его ассистентом) и Артура Шнабеля, а в 1954—1990 годах преподавала там сама (и в этом качестве гораздо более известна, чем как пианист, хотя в 1928 году выиграла Наумбурговский конкурс молодых исполнителей и в 1930-е годы активно концертировала в США).
Среди выдающихся учеников Адели Маркус — Энрике Батис, Сай Коулмэн, Орасио Гутьеррес, Жозе Карлуш Кокарелли, Стивен Хаф, Паскаль Немировски, Цимон Барто и многие другие.
Умерла в Нью-Йорке в возрасте 89 лет.